# Orangenäbbad trogon
Orangenäbbad trogon (Trogon massena) är en fågel i familjen trogoner inom ordningen trogonfåglar som förekommer i Centralamerika och norra Sydamerika.

## Utseende och läte
Liksom alla trogoner har orangenäbbad trogon distinkta dräkter för hanen och honan, med mjuka och ofta färgglada fjädrar. Denna art är 33–35 cm lång med enfärgat mörkgrå stjärt. Även vingtäckarna ter sig grå, men vid närmare granskning är de mycket fint bandade i svart och vitt. Hanen är grön på rygg, huvud och bröst, medan buken är röd och näbben orangefärgad. Honan är mörkgrå där hanen är grön och större delen av övre näbbhalvan är svart istället för orange. Lätet är ett nasalt uk uk uk.

## Utbredning och systematik
Orangenäbbad trogon delas in i tre underarter med följande utbredning:
- massena/hoffmanni-gruppen
  - Trogon massena massena – förekommer i låglänta regnskogar från sydöstra Mexiko till Nicaragua
  - Trogon massena hoffmanni – förekommer från Costa Rica och Panama till nordvästligaste Colombia
- Trogon massena australis – förekommer från kustnära delar av Colombia till nordvästra Ecuador

## Levnadssätt
Orangenäbbad trogon är en stannfågel som hittas i trädkronor och övre delar av fuktiga tropiska skogar, men som kommer ner närmare marken i intilliggande mer öppna områden. Den livnär sig på insekter och frukt. Fågeln sitter upprätt och ofta orörlig långa stunder. Även om dess flykt är snabb flyger den sällan längre sträckor.

### Häckning
Fågeln häckar tre till 15 meter ovan mark i ett övergivet termitbo eller en ruttnande trädstam, där den vanligtvis lägger tre vita eller blåvita ägg i en kammare som nås via en uppåtgående tunnel. Båda könen hjälps åt att gräva ut tunneln.

## Status och hot
Arten har ett stort utbredningsområde, men tros minska i antal, dock inte tillräckligt kraftigt för att den ska betraktas som hotad. Internationella naturvårdsunionen IUCN listar arten som livskraftig (LC). Beståndet uppskattas till i storleksordningen 50 000 till en halv miljon vuxna individer.

## Namn
Fågelns vetenskapliga artnamn hedrar François Victor Masséna (1799-1863), fransk ornitolog och samlare av specimen. Fram tills nyligen kallades den massénatrogon även på svenska, men justerades 2022 till ett enklare och mer informativt namn av BirdLife Sveriges taxonomikommitté.